# Noel Price
Garry Noel Price (Brockville, 9 dicembre 1935) è un ex hockeista su ghiaccio canadese.
Nel corso della propria carriera giocò in National Hockey League ma soprattutto in American Hockey League, al punto da essere inserito nel 2008 nella AHL Hall of Fame.

## Carriera
Price iniziò a giocare a hockey nella Ontario Hockey Association vestendo per quattro stagioni la maglia dei Toronto St. Michael's Majors. Nel 1956 fece il proprio esordio fra i professionisti entrando a far parte dell'organizzazione dei Toronto Maple Leafs, tuttavia nella prima stagione giocò nelle leghe minori con le formazioni affiliate in Western Hockey League e in American Hockey League. Nella stagione 1957-58 riuscì a esordire in NHL ma dopo una sola stagione nel 1959 venne ceduto ai New York Rangers.
Anche con i Rangers Price non ebbe spazio e per questo venne mandato in AHL presso i Springfield Indians, formazione capace di conquistare per due anni consecutivi la Calder Cup. Dopo una breve parentesi con i Detroit Red Wings nella stagione 1961-62 Price giocò per altri tre anni sempre in AHL ma con la maglia dei Baltimore Clippers. Nel 1965 entrò nell'organizzazione dei Montreal Canadiens, formazione con cui vinse la Stanley Cup nel 1966 nonostante giocasse soprattutto in AHL presso il farm team dei Quebec Aces.
Rimasto senza un contratto nel 1967 Price fu selezionato durante l'NHL Expansion Draft dai Pittsburgh Penguins, una delle sei nuove franchigie della National Hockey League. Nelle due stagioni successive riuscì dopo oltre dieci anni di carriera a mantenere un ruolo da titolare in NHL.
Nel 1969 si trasferì ai Los Angeles Kings ma ancora una volta dovette alternarsi fra NHL e AHL con il farm team degli Springfield Kings. Nella stagione 1969-1970 vinse il primo di tre Eddie Shore Award, premio assegnato al miglior difensore della AHL oltre ad essere inserito nel First All-Star Team. Nel 1971 passò ai Nova Scotia Voyageurs bissando i premi dell'anno precedente e vincendo un'altra Calder Cup.
Nel 1972 Price ebbe l'occasione di ritornare in NHL dopo essere stato ingaggiato da un'altra franchigia appena creata, quella degli Atlanta Flames, per guidare con la sua esperienza il reparto difensivo. Concluse la propria carriera a quasi quaranta anni nel 1976 conquistando la quarta Calder Cup e un altro Eddie Shore Award ancora con i Voyageurs. Nel 2008 entrò a far parte dell'AHL Hall of Fame.

## Palmarès

### Club
- Stanley Cup: 1

Montréal: 1965-1966
- Calder Cup: 4

Springfield: 1959-1960, 1960-1961
Nova Scotia: 1971-1972, 1975-1976

### Individuale
- AHL Hall of Fame: 1

2008
- Eddie Shore Award: 3

1969-1970, 1971-1972, 1975-1976
- AHL First All-Star Team: 3

1969-1970, 1971-1972, 1975-1976
- AHL Second All-Star Team: 1

1965-1966
- NHL All-Star Game: 1

1967
- WHL Second All-Star Team: 1

1956-1957